# Крулево (Вармінсько-Мазурське воєводство)
Крулево (пол. Królewo, нім. Königsdorf) — село в Польщі, у гміні Моронґ Острудського повіту Вармінсько-Мазурського воєводства.
Населення — 319 осіб (2011).
У 1975-1998 роках село належало до Ольштинського воєводства.

## Демографія
Демографічна структура станом на 31 березня 2011 року:
|          | Загалом | Допрацездатний вік | Працездатний вік | Постпрацездатний вік |
| -------- | ------- | ------------------ | ---------------- | -------------------- |
| Чоловіки | 154     | 29                 | 116              | 9                    |
| Жінки    | 165     | 38                 | 91               | 36                   |
| Разом    | 319     | 67                 | 207              | 45                   |